# Арельяно, Хесус
Хосе́ де Хесу́с Арельяно Алькосер (исп. José de Jesús Arellano Alcocer; род. 8 мая 1973, Монтеррей) — мексиканский футболист, полузащитник. Выступал за «Монтеррей» и «Гвадалахару». С 1995 по 2006 год играл за национальную сборную. Провёл в её составе 69 матчей и забил 7 голов. Участник трёх чемпионатов мира — 1998, 2002 и 2006.

## Карьера

### Клубная
Хесус Арельяно начал футбольную карьеру в клубе «Монтеррей». В 1992 году перешёл из молодёжной команды в основную и стал выступать за неё. Всего сыграл 111 матчей и забил 9 голов. В 1997 году принял предложение «Гвадалахары» и стал игроком «Чивас». Но через два года вернулся в «Монтеррей», где выступал до окончания карьеры. С клубом он трижды становился чемпионом Мексики: в 2003 году выиграл Клаусуру, а в 2009 и 2010 Апертуру.
По количеству матчей за «полосатых» занимает второе место после Магдалено Кано: в активе Хесуса 404 официальные встречи. Также с 47 голами занимает 9-е место в списке лучших бомбардиров клуба.

### Международная
За сборную Арельяно выступал с 1995 по 2006 год. За это время он принял участие в 9 турнирах. Первыми стали Олимпийские игры 1996: там Хесус провёл 2 матча. Через два года он отправился во Францию на чемпионат мира. Сыграл там 4 матча, голов не забил. В 1999 году победил на Кубке конфедераций. В 2000 выступал на золотом кубке КОНКАКАФ. В 2001 году стал серебряным призёром Кубка Америки: в финале мексиканцы уступили Колумбии 0:1. В 2002 году на чемпионате мира сыграл три матча. Тогда Мексика вышла из группы, но в 1/16 финала уступила США. В 2003 году стал победителем золотого кубка КОНКАКАФ: на турнире он сыграл 5 матчей и был признан самым ценным игроком. Позже принимал участие в Кубке Америки 2004 и чемпионате мира 2006.

## Достижения

### Командные
«Монтеррей»
- Чемпион Мексики (3): Кл. 2003, Ап. 2009, Ап. 2010

### Личные
- Лучший игрок золотого кубка КОНКАКАФ: 2003